# Chapelle Saint-Santin de Bellême
La chapelle Saint-Santin de Bellême ou chapelle Notre-Dame-du-Vieux-Château est un édifice religieux qui se dresse sur le territoire de la commune française de Bellême, dans le département de l'Orne, en région Normandie. Il s'agit du plus ancien édifice religieux de l'Orne encore existant[réf. nécessaire].

## Localisation
La chapelle occupe l'emplacement du château de Bellême bâti sur motte, sur la commune de Bellême, dans le département français de l'Orne.

## Historique
Vers 960, le sire de Bellême, Yves de Creil, fonde une basilique dédiée à Notre-Dame dans son château de Bellême. L'acte de fondation est le premier document qui nous apprenne l'existence de la ville. À cette occasion, Yves donne à la basilique les revenus de plusieurs paroisses situées à l'Est de la ville.
En 1026, les chanoines quittent Notre-Dame pour la collégiale Saint-Léonard, construite dans l'enceinte du nouveau château de Bellême. La chapelle est alors desservie jusqu'à la Révolution par des chapelains de Saint-Sauveur de Bellême.
L'édifice est repris partiellement au XIIe siècle puis profondément remanié au XVe siècle. La partie Est de la nef et une partie du chœur sont reconstruits à cette occasion. L'aménagement intérieur de la crypte et particulièrement les peintures murales datent de la fin du XVe siècle. La chapelle est encore restaurée en 1719.
Vendue comme bien national en 1793, la chapelle sert momentanément de grange. Le docteur Serais la rachète, la rend au culte et s'y fait enterrer le 29 avril 1828. En 1856, la chapelle et le logis sont achetés par le marquis de Chennevières qui restaure et agrandit le logis, vraisemblablement en faisant abattre la sacristie.

## Description

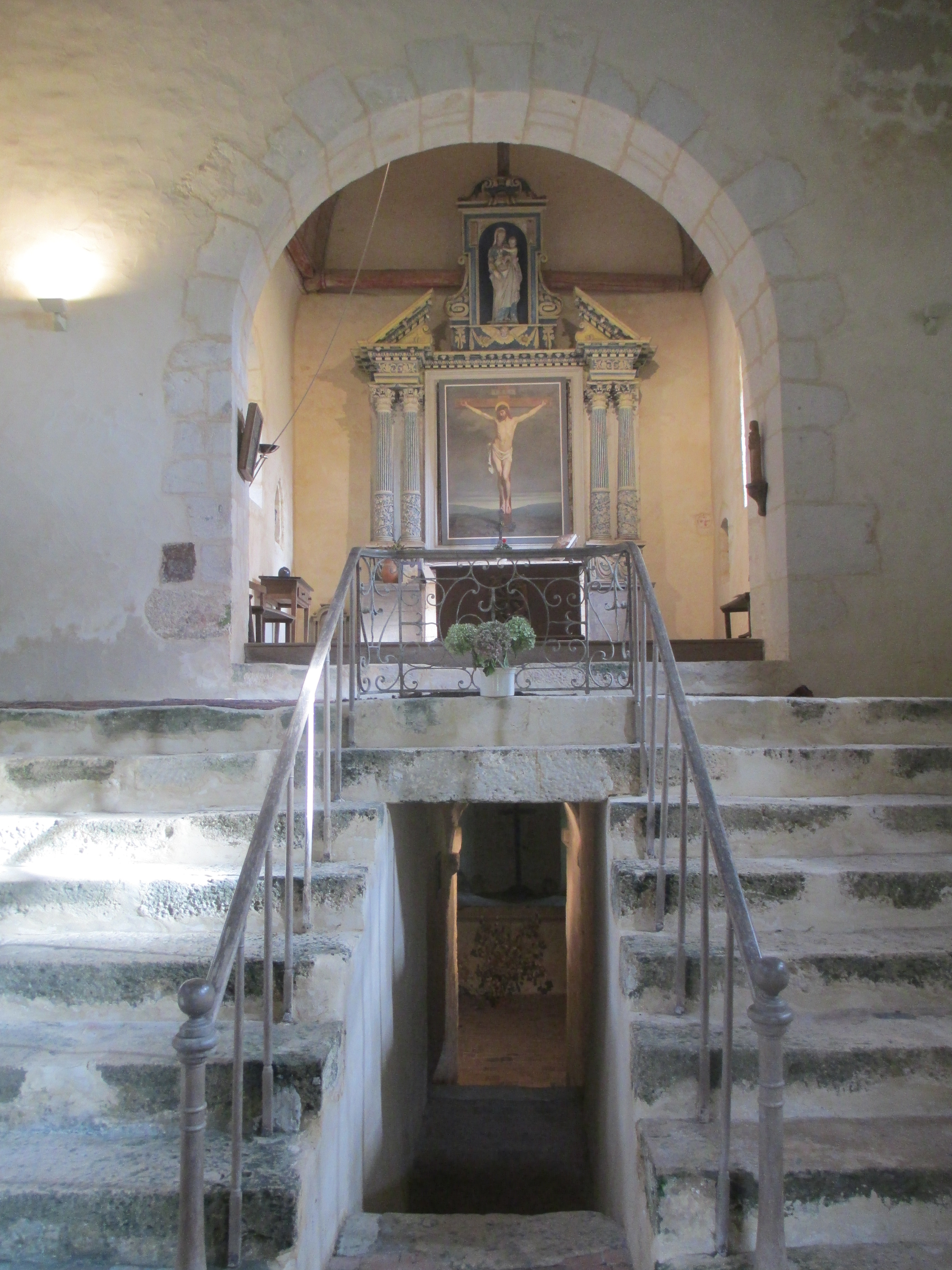
L'intérieur de la chapelle.

Le chœur de la chapelle se situe une dizaine de marches au-dessus de la nef. Il repose sur une crypte romane primitive dont la voûte en berceau est renforcée d'un arc doubleau. Un passage vouté situé au travers de l'escalier permet de se rendre de la nef à la crypte. Deux fenêtres romanes s'ouvrent au-dessus de l'autel qui était dédié à sainte Marie Madeleine. On distingue les restes de peintures murales datant de la fin du XVe siècle.

## Protection
La crypte est inscrite au titre des monuments historiques par arrêté du 23 septembre 1971.